# Trifylia
Trifylia (tiếng Hy Lạp: ?) là một khu tự quản ở vùng Peloponnesos, Hy Lạp. Khu tự quản Trifylia có diện tích 616 km², dân số theo điều tra ngày 18 tháng 3 năm 2001 là 31190 người.